# Храбрић, плашљиви пас
Храбрић, плашљиви пас (енгл. Courage the Cowardly Dog) америчка је анимирана телевизијска серија коју је створио Џон Р. Дилворт за Cartoon Network. Радња прати истоименог пса који живи са старијим паром, у сеоској кући у Канзасу. У свакој епизоди, његови власници се нађу у бизарним, често узнемирујућим и паранормалним пустоловинама, при чему Храбрић често мора да их спаси.
Серија је емитована од 12. новембра 1999. до 22. новембра 2002. Добила је изузетно позитивне рецензије критичара, уз велики комерцијални успех и гледаност. Освојила је неколико признања, међу којима је и награда Ени.

## Радња
Серија прати Храбрића, љубазног, али веома плашљивог пса. Он је остао напуштен када је био штене, након што је луди ветеринар послао његове родитеље у свемир. Убрзо након тога, у уличици га је пронашла Мјуриел, брижна жена која је одлучила да прихвати Храбрића као своје дете. Од тада Храбрич живи у изолованој сеоској кући у Канзасу са Мјуријел и њеним супругом — мрзовољним и похлепним човеком који је љубоморан на Храбрића.

## Епизоде
| Сезона | Сезона   | Епизоде  | Епизоде  | Оригинално емитовање | Оригинално емитовање |
| Сезона | Сезона   | Епизоде  | Епизоде  | Премијера            | Финале               |
| ------ | -------- | -------- | -------- | -------------------- | -------------------- |
|        | Пилот    | Пилот    | Пилот    | 18. фебруар 1996.    | 18. фебруар 1996.    |
|        | 1.       | 13       | 13       | 12. новембар 1999.   | 14. јул 2000.        |
|        | 2.       | 13       | 13       | 31. октобар 2000.    | 11. јануар 2002.     |
|        | 3.       | 13       | 13       | 16. новембар 2001.   | 9. август 2002.      |
|        | 4.       | 13       | 13       | 6. септембар 2002.   | 22. новембар 2002.   |
|        | Специјал | Специјал | Специјал | 31. октобар 2014.    | 31. октобар 2014.    |
|        | Филм     | Филм     | Филм     | 14. септембар 2021.  | 14. септембар 2021.  |